# Wyższa Szkoła Sztuk Scenicznych w Bratysławie
Wyższa Szkoła Sztuk Scenicznych w Bratysławie (słow. Vysoká škola múzických umení v Bratislave, ang. Academy of Performing Arts in Bratislava; skrótowiec: VŠMU) – publiczna szkoła wyższa na Słowacji, założona 9 czerwca 1949 roku, z siedzibą w Bratysławie. Obecnie (2012) rektorem uczelni jest Milan Rašla.

## Wydziały
- Wydział Filmu i Telewizji (Filmová a televízna fakulta)[4]
- Wydział Muzyki i Tańca (Hudobná a tanečná fakulta)[4]
- Wydział Teatralny (Divadelná fakulta)[4]